# Eurhynchium muriculatum
Eurhynchium muriculatum là một loài rêu trong họ Brachytheciaceae. Loài này được Hook. f. & Wilson A. Jaeger mô tả khoa học đầu tiên năm 1878.